# Браун, Джерри
Эдмунд Джеральд «Джерри» Браун-младший (англ. Edmund Gerald "Jerry" Brown, Jr., род. 7 апреля 1938) — американский политический и государственный деятель; губернатор штата Калифорния в 1975—1983 годах и c 3 января 2011 года до 7 января 2019 года (сменил на этом посту Арнольда Шварценеггера). Генеральный прокурор штата Калифорния в 2007—2010 годах.

## Биография
Сын 32-го губернатора штата Калифорния (1959—1967) Эдмунда Джеральда «Пэта» Брауна, получившего прозвища «архитектор Золотого штата» и «любимый сын Калифорнии», но проигравшего выборы 1966 года Рональду Рейгану. Тем не менее, карьера его сына Джерри, который вначале готовился к сану католического священника (проучился три года в иезуитской семинарии), но затем закончил Беркли и Йельский университет, началась не при отце, а при его оппоненте на посту губернатора Калифорнии — в 1970 году, когда Брауна-младшего избрали на должность секретаря штата, сочетающую обязанности архивариуса и главы избирательной комиссии.
Долгая политическая карьера Джерри Брауна включает следующие общественные и государственные посты: член Совета попечителей Лос-Анджелесского городского колледжа (1969—1971), Секретарь штата Калифорния (1971—1975), губернатор штата Калифорния (1975—1983), председатель калифорнийского отделения Демократической партии (1989—1991), мэр города Окленд (1999—2007), генеральный прокурор штата Калифорния (2007—2010).
Во время первых двух губернаторских сроков (1975—1983) в своей политике совмещал фискальный консерватизм в экономике и прогрессивизм в социальных вопросах, выступая за запрет смертной казни, внедрение солнечной энергии, защиту окружающей среды и прав ЛГБТ. В отличие от своих предшественников, он не боялся назначать на должности женщин, представителей латиноамериканской и азиатской общин.
Его образ жизни, увлечение нью-эйджем и дзен-буддизмом (в частности, пропаганда идей буддийской экономики) сильно выбивались из традиционного образа политика. Исполнительница кантри-рока Линда Ронстадт, с которой тогда встречался Джерри Браун, в интервью для Rolling Stone в шутку назвала его Moonbeam («Лунатик»; буквально «луч лунного света»), и с лёгкой руки колумниста Майка Ройко это прозвище закрепилось за губернатором. Калифорнийская панк-группа Dead Kennedys в своём первом сингле «California Über Alles» (Калифорния превыше всего) пародировала наклонности губернатора Джерри Брауна как «дзен-фашиста».

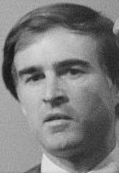
1976

Джерри Браун проиграл в борьбе за номинацию в Президенты США от Демократической партии в 1976, 1980 и 1992 годах и потерпел неудачу в качестве кандидата от Демократической партии в сенатских выборах 1982 года. После этого поражения он отправился в Японию изучать дзен под руководством учителя Ямады Коуна и посетил хоспис матери Терезы в Калькутте. В США он вернулся только в 1988 году, возглавив Калифорнийскую демократическую партию.
Закон, ограничивающий срок на посту губернатора Калифорнии, принятый в 1990 году, не ограничивал возможность Джерри Брауна быть выбранным губернатором ещё два раза. Являясь кандидатом от Демократической партии, он выиграл губернаторские выборы 2010 года, где его соперником была кандидат от Республиканской партии Мег Уитман. Пост генерального прокурора после ухода Брауна заняла его протеже Камала Харрис. В ноябре 2014 года Браун был переизбран на второй срок.
В 2017 году тогдашний губернатор штата Калифорния Джерри Браун подписал закон, сделавший весь штат «штатом-убежищем» и запретивший местным чиновникам помогать федеральной миграционной службе в розыске нелегалов, даже совершивших преступления небольшой тяжести.